# Cryptops inermipes
Cryptops inermipes är en mångfotingart som beskrevs av Pocock 1888. Cryptops inermipes ingår i släktet Cryptops och familjen Cryptopidae. Inga underarter finns listade i Catalogue of Life.